# آن هارت
آن هارت هي أمينة مكتبة وكاتِبة كندية، ولدت في 7 أكتوبر 1935 في وينيبيغ في كندا.